# Daud I ibn Mahmud
Dawud, Davud o Daud I ibn Mahmud fou un sultà seljúcida, fill de Mahmud II ibn Muhàmmad ibn Màlik-Xah. Va succeir al seu pare quan aquest va morir el 1131 i va regnar breument al Jibal i l'Azerbaidjan iranià enfrontat als seus oncles Massud ibn Muhàmmad i Toghrul II. Aquest darrer el va enderrocar al cap de pocs mesos.